# Кривелли, Джузеппе
Джузеппе Кривелли (1900—1950) — итальянский гребец и бобслеист, который участвовал в летних Олимпийских играх 1924 года и зимних Олимпийских играх 1928 года.
Он родился в 1900 году в Милане. В 1923 году он выиграл чемпионат Европы по академической гребле (восьмёрки), Италия обошла Швейцарию и Чехословакию. В 1924 году он выиграл бронзовую медаль в соревнованиях по гребле (мужские восьмёрки). Италия выиграла свой полуфинал с временем 6:06.0, в финале итальянцы уступили американцам и канадцам. Четыре года спустя он в составе итальянской команды по бобслею принял участие в зимней Олимпиаде. Его команда финишировала на 21-м месте в соревнованиях пятёрок, обогнав только австрийцев. Дальнейшая судьба неизвестна.